# خورخي براون
خورخي براون (بالإسبانية: Jorge Gibson Brown)‏ (بالإنجليزية: Jorge Brown)‏ (3 أبريل 1880 في الأرجنتين - 3 يناير 1936 في الأرجنتين) هو لاعب كرة قدم أرجنتيني واسكتلندا في مركزي الهجوم والدفاع. شارك مع منتخب الأرجنتين لكرة القدم. أما مع النوادي، فقد لعب مع كيلمس وLanús Athletic Club ‏ وPalermo Athletic Club ‏ وAlumni Athletic Club ‏.

## وصلات خارجية
- خورخي براون على موقع قاعدة بيانات كرة القدم.إي يو (الإنجليزية)
- خورخي براون على موقع عالم كرة القدم.نت (الإنجليزية)